# آفرین به فک
آفرین به فُک (ایتالیایی: W la foca) یک فیلم کمدی سکسی سبک ایتالیایی به کارگردانی ناندو چیچرو است که در سال ۱۹۸۲ منتشر شد.
در زبان ایتالیایی، واژه «فُک» (foca) اشاره‌ای غیرمستقیم و کوچه‌بازاری به واژهٔ محاوره‌ای کُس (fica) است؛ در نتیجه با آنکه عنوان فیلم به معنای «آفرین و مرحبا به فُک» است، اما در عین حال و به‌طور غیرمستقیم به معنای «زنده‌باد کُس» هم هست و این بازی با کلمات و معنای ضمنی، با همین فیلم رایج شد.

## گزیدهٔ بازیگران
- لُری دِل سانتو
- بومبولو
- میکلا میتی
- داگمار لاساندار
- ویکتور کاوالو
- فرانکو براکاردی
- انتسو آندرونیکو
- موانا پوتسی
- ریکاردو بیلی
- انیو آنتونلی
- مائوریتسیو ماتیولی
- مارتوفلو
- آلساندرا کاناله